# Batalla de Badajoz
La batalla de Badajoz fou una batalla ocorreguda a l'agost de 1936 durant la Guerra civil espanyola.

## Antecedents
L'estiu de 1936, uns 10.000 soldats de tropes regulars de l'Exèrcit d'Àfrica van ser transportats en ponts aeris alemanys i italians al sud d'Espanya superant l'Estret de Gibraltar. El bàndol revoltat es va reunir a Sevilla i l'1 d'agost el general Francisco Franco va ordenar dirigir-se cap al nord per enllaçar amb les forces del general Mola.
Dirigits pel coronel Asensio i el comandant Castejón, el bàndol nacional es va dirigir cap al nord amb un destacament motoritzat, parant per bombardejar i capturar poblacions frontereres. El 10 d'agost, el tinent coronel Juan Yagüe va arribar per agafar el comandament a prop de Mèrida, i el bàndol revoltat havia assegurat 300 km de la frontera amb Portugal. Mèrida va caure després d'una dura lluita en les ribes del Guadiana a mans de la columna de Tella, deixant a la veïna Badajoz aïllada i com l'última posició de la República a la frontera. Yagüe va marxar cap a Badajoz amb 2.250 legionaris, 750 regulars marroquins i cinc bateries, deixant al comandant Tella enrere per mantenir Mèrida.
Dins de la ciutat-fortalesa, el coronel Ildefons Puigdendolas dirigia a uns 6.000 milicians republicans. Quan l'exèrcit revoltat s'apropava, un grup de guàrdies civils va intentar desertar al bàndol revoltat. Puigdendolas va aixafar la revolta, però va minar la confiança dels seus homes.

## Batalla
El 13 d'agost de 1936 els rebels van prendre posicions pròximes a la ciutat, ocupant Badajoz l'endemà. Aproximadament 4.000 milicians, havien instal·lat ametralladores damunt les antigues muralles de la ciutat i van aixecar barricades als antics portals. Els enginyers rebels van dinamitar una d'aquestes portes per poder atacar els defensors per la rereguarda. En vint segons els nacionals van tenir més de 100 baixes, però aconseguiren ocupar la ciutat.

## Conseqüències
El 14 d'agost al matí, Puigdendolas i altres caps polítics i militars van fugir a Portugal. La derrota republicana va comportar que el bàndol nacional pogués unir les àrees controlades al nord, i les controlades a la zona sud. Després de la batalla, hi va haver una gran repressió contra els republicans, la massacre de Badajoz: s'hi comptaren uns dos mil afusellaments.